# Leon Filary
Leon Filary (ur. 11 kwietnia 1913 w Kostrzynie, zm. 2 grudnia 2015 w Wielkiej Brytanii) – sierżant, polski żołnierz, mechanik lotniczy z okresu II wojny światowej.

## Życiorys
Urodził się 11 kwietnia 1913 w Kostrzynie gdzie mieszkał przy ulicy Hallera 10. W 1930 został przyjęty do Szkole Podoficerów Lotnictwa dla Małoletnich w Bydgoszczy, po badaniach przeprowadzonych w Centrum Badań Lotniczo-Lekarskich w Warszawie został zakwalifikowany do grupy mechaników z powodów zdrowotnych. Szkołę ukończył w 1933 i został przydzielony do 3 pułku lotniczego w Ławicy.
Po upadku Polski został jeńcem wojennym. Uciekł z niewoli niemieckiej i ukrywał się w Poznaniu skąd został wysiedlony przez Niemców do Częstochowy. Na początku lutego w 1940 wyruszył w drogę do Francji podróżując przez Karpaty, Czechy, Węgry, Jugosławię i Włochy docierając do Lyonu.
Po upadku Francji dotarł do Wielkiej Brytanii 5 sierpnia 1940, gdzie kontynuował służbę wojskową w Polskich Siłach Zbrojnych. 5 marca 1941 rozpoczął służbę w dywizjonie 306. Był osobistym mechanikiem dowódcy dywizjonu kapitana Tadeusza Rolskiego. We wrześniu 1944 został przeniesiony do Włoch pracując już w 663 dywizjonie samolotów artylerii, później służył także w 63 dywizjonie foto-rozpoznawczym (No 63 Photo Reconnaissance Unit). Przebywając we Włoszech spotkał swoją późniejszą małżonkę Giuseppinę Albertini.
W 1948 roku odszedł z Royal Air Force i rozpoczął pracę w stoczni w Portsmouth, gdzie pracował do przejścia na emeryturę w 1978, obywatelstwo brytyjskie otrzymał w 1950.
W 2013 Filary otrzymał sześć należących mu się wcześniej odznaczeń wojskowych – cztery brytyjskie oraz dwa polskie.
Zmarł 2 grudnia 2015.

## Odznaczenia
- Brązowy Krzyż Zasługi z Mieczami
- Lotniczy Krzyż Zasługi z Mieczami[a]
- 1939-1945 Star – Wielka Brytania
- Italy Star – Wielka Brytania
- Defence Medal – Wielka Brytania
- War Medal 1939–1945 – Wielka Brytania